# 林嫩巴赫河 (大蓋薩赫河支流)
47°45′14″N 11°36′26″E / 47.75395°N 11.60715°E

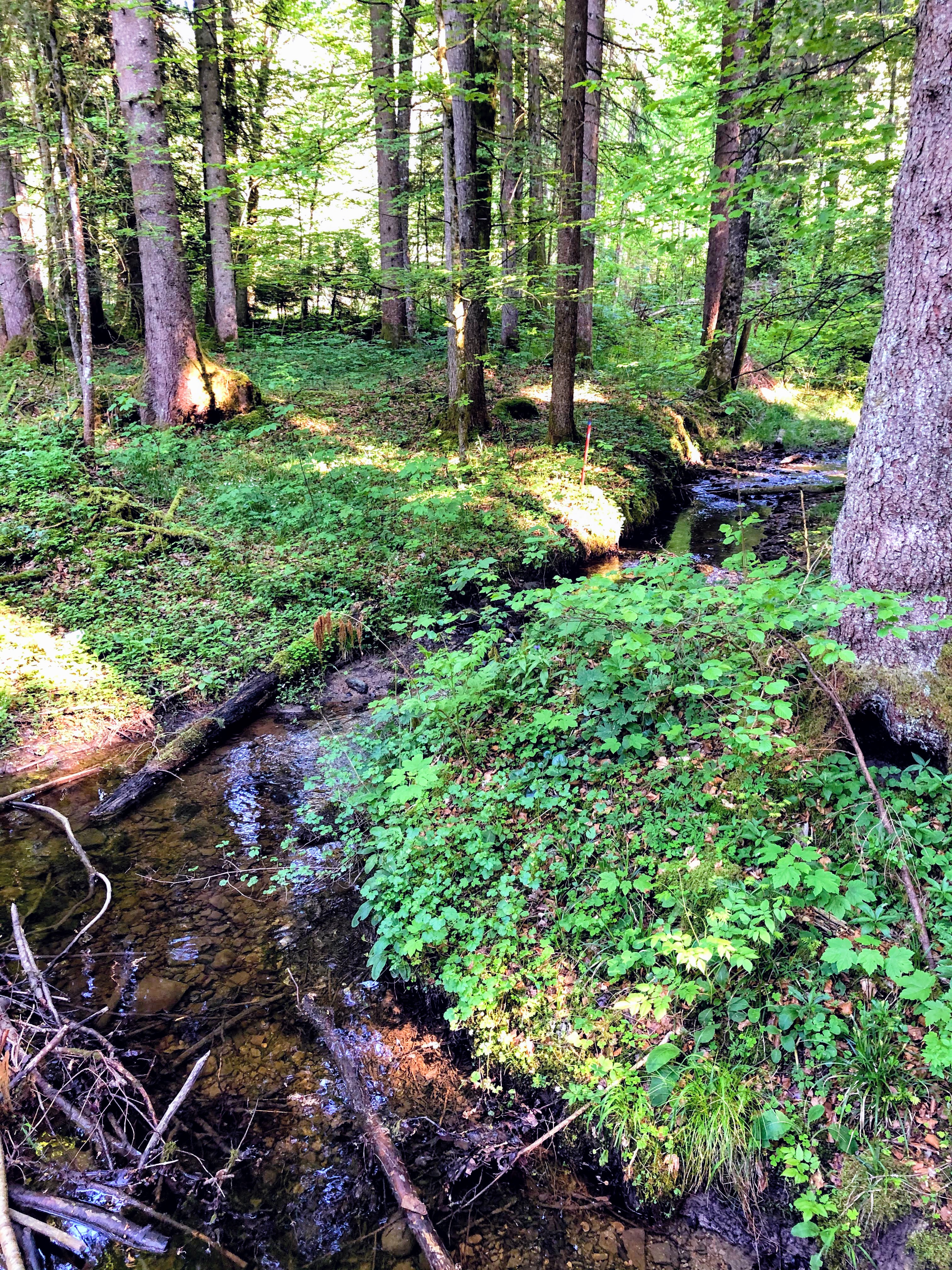

林嫩巴赫河（德語：Rinnenbach），是德國的河流，位於該國東南部，由巴伐利亞負責管轄，屬於大蓋薩赫河的支流，河道全長7公里，發源自泰根塞山腳。